# Violet McGraw
Pour les articles homonymes, voir McGraw.
Violet McGraw, née Violet Elizabeth McGraw le 22 avril 2011 à San José en Californie (États-Unis), est une actrice américaine.
Elle est notamment connue grâce à son rôle d'Eleanor dans la série télévisée The Haunting of Hill House, ainsi que pour son rôle de Cady dans le thriller M3GAN.
Elle a une grande sœur, Madeleine McGraw, également actrice.

## Biographie

### Enfance
Violet McGraw naît le 22 avril 2011 dans la ville de San José en Californie, aux États-Unis. Elle a quatre ans lorsque sa famille s'installe à Santa Clarita, très proche de la ville de Los Angeles. Cette décision est prise pour que les quatre enfants de la famille McGraw puissent passer des auditions et tenter leur chance dans le cinéma,.
Elle est la sœur cadette de Madeleine McGraw, également actrice, qui a notamment joué dans le film d'horreur Black Phone.

### Carrière
En 2017, Violet McGraw fait ses premiers pas la télévision dans la série télévisée Reckless Juliets. L'année suivante, en 2018, elle apparaît pour la première fois au cinéma dans le film Ready Player One, de Steven Spielberg, sans toutefois être crédité. Au cours de cette même année, elle incarne le personnage de Nina dans la série Love, de Judd Apatow avant de décrocher le premier rôle dans la série d'anthologie The Haunting of Hill House, de Mike Flanagan. Dans cette série horrifique, elle campe le rôle d'Eleonor et apparaît dans les dix épisodes de la fiction.
En 2019, elle collabore de nouveau avec Mike Flanagan et interprète le personnage de Violet dans la suite du film d'horreur Shining, Doctor Sleep. Par la suite, le réalisateur Alex Ranarivelo lui permet d'apparaître dans trois de ses films : Bennett's War en 2019 puis A Christmas Mystery et Il croit au Père Noël en 2022. En 2021, elle incarne le personnage de Yelena Belova enfant dans la superproduction Marvel Black Widow, de Cate Shortland.
En 2022, Violet McGraw se fait connaître du grand public en interprétant le personnage de Cady dans le film d'horreur M3GAN.

## Filmographie
Sauf indication contraire ou complémentaire, les informations mentionnées dans cette section proviennent de la base de données IBDb.

### Cinéma

#### Longs métrages
- 2018 : Ready Player One de Steven Spielberg : la petite fille au caddie
- 2019 : Bennett's War d'Alex Ranarivelo : Rebecca
- 2019 : Our Friend de Gabriela Cowperthwaite : Evie Teague
- 2019 : Doctor Sleep de Mike Flanagan : Violet
- 2021 : Separation, de William Brent Bell : Jenny Vahn
- 2021 : Black Widow de Cate Shortland : Yelena, jeune
- 2022 : A Christmas Mystery d'Alex Ranarivelo : Violet Pierce
- 2022 : M3GAN de Gerard Johnstone : Cady
- 2022 : Il croit au Père Noël d'Alex Ranarivelo : Ella
- 2024 : The Life of Chuck de Mike Flanagan : Lily
- 2025 : Thunderbolts* de Jake Schreier : Yelena, jeune
- 2025 : M3GAN 2.0 de Gerard Johnstone : Cady

#### Courts métrages
- 2021 : Grummy, de R.H. Norman et Micheline Pitt : Sarah

### Télévision

#### Séries télévisées
- 2017 : Reckless Juliets, de Skyler Barrett : Aria Morgan (1 épisode)
- 2018 : Love, de Judd Apatow : Nina (2 épisodes)
- 2018 : The Haunting of Hill House, de Mike Flanagan : Eleanor, jeune (rôle principal, 10 épisodes)
- 2019 : New York, unité spéciale : Bailey Shaw (saison 20, épisode 17)
- 2019 : Jett, de Sebastian Gutierrez : Alice (9 épisodes)

## Doublage

### Jeux-vidéos
- 2018 : Hello Neighbor: Hide & Seek : Mya Peterson